# Androsace carnea
Androsace carnea är en viveväxtart som beskrevs av Carl von Linné. Androsace carnea ingår i släktet grusvivor, och familjen viveväxter. Inga underarter finns listade i Catalogue of Life.

## Bildgalleri

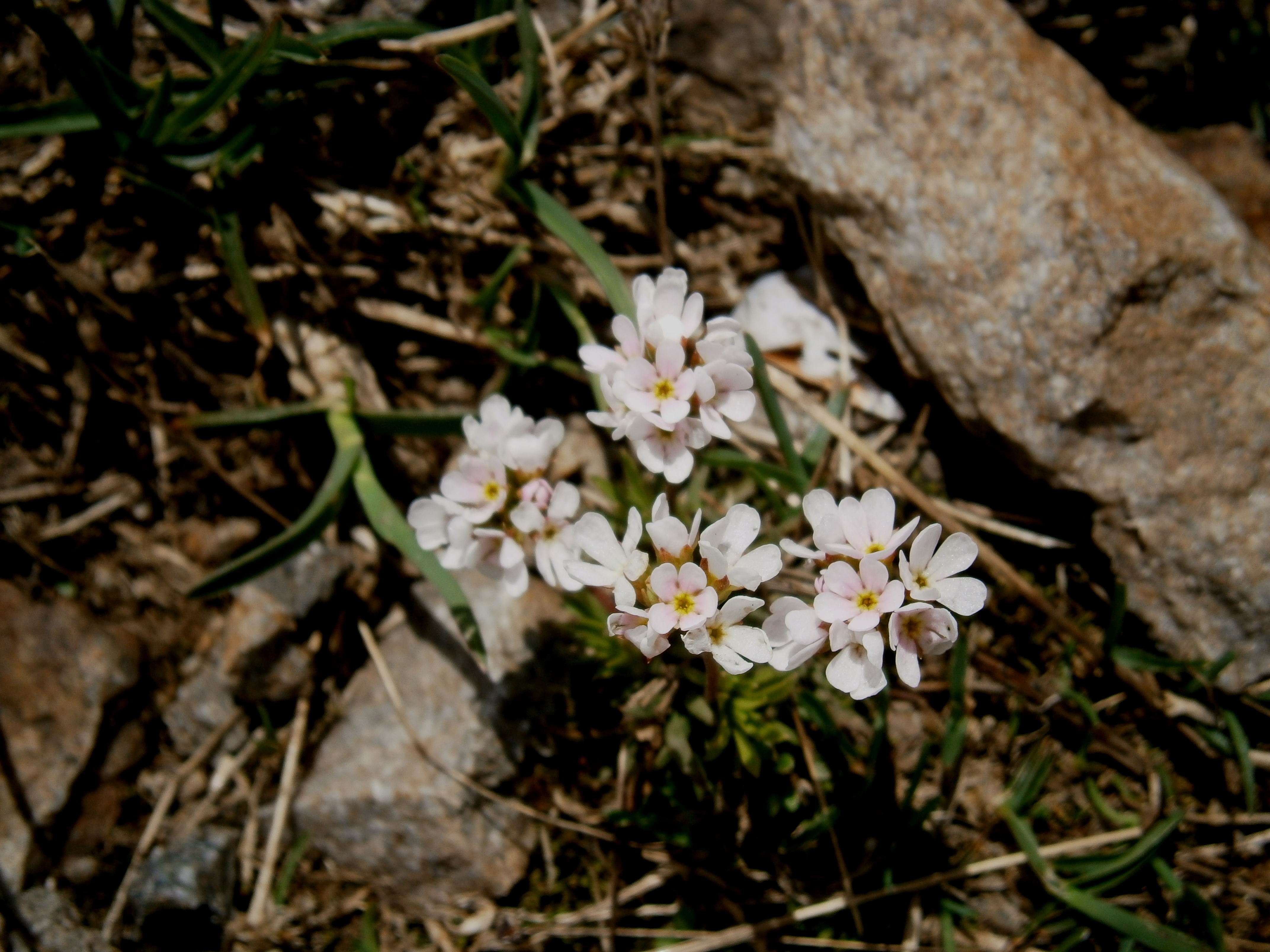
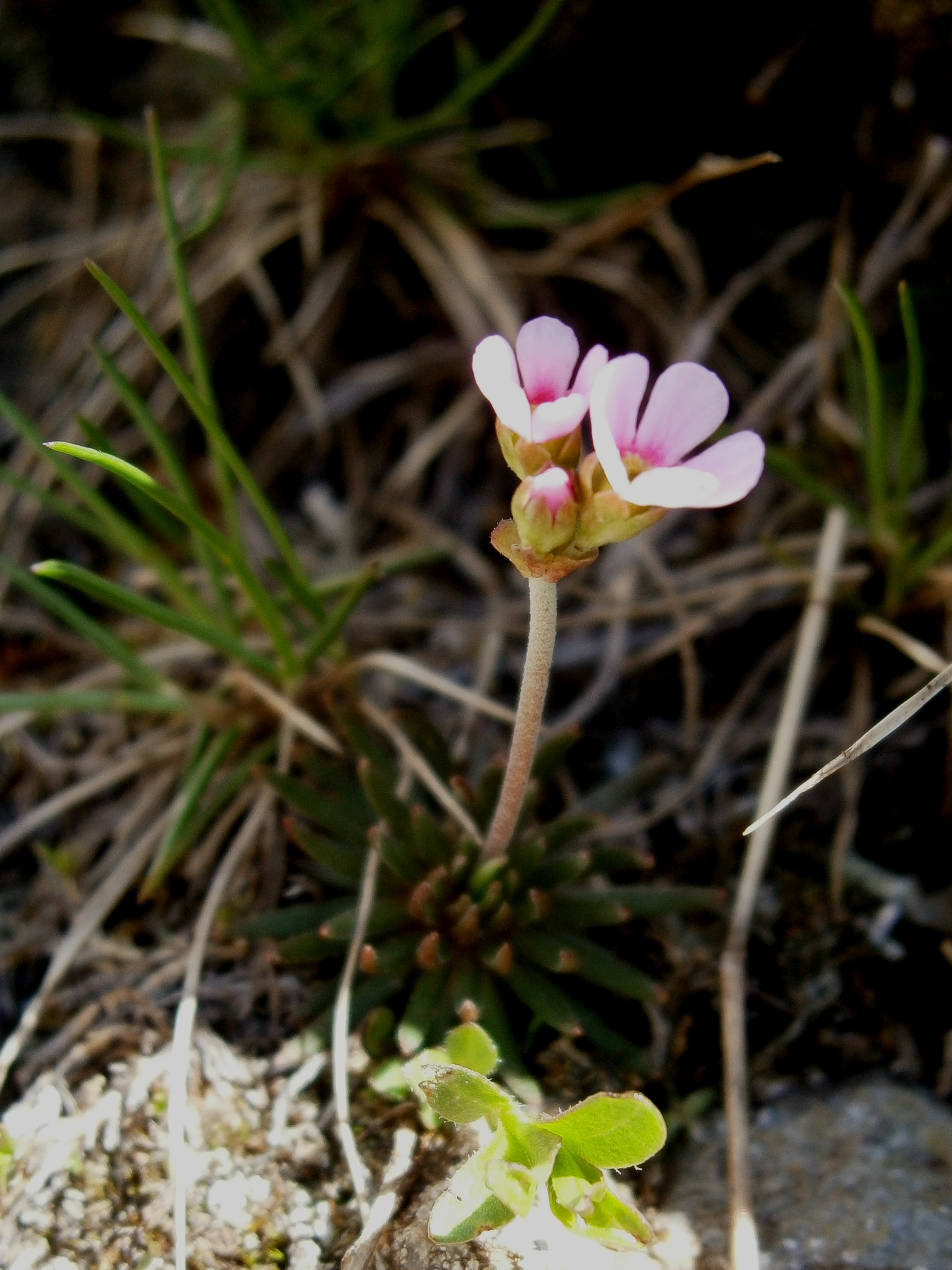
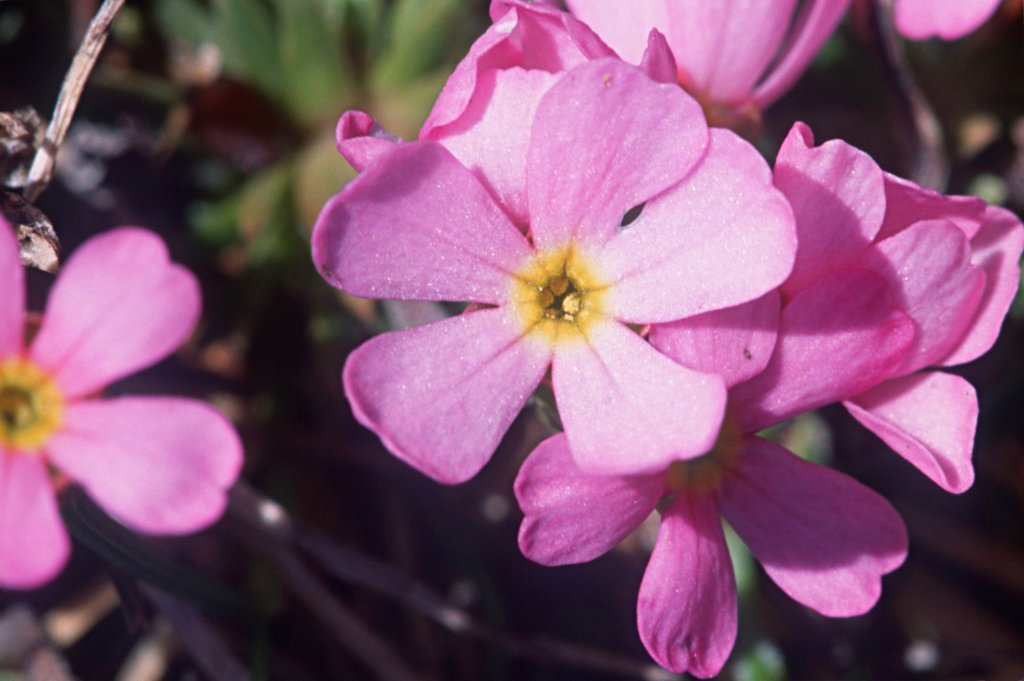
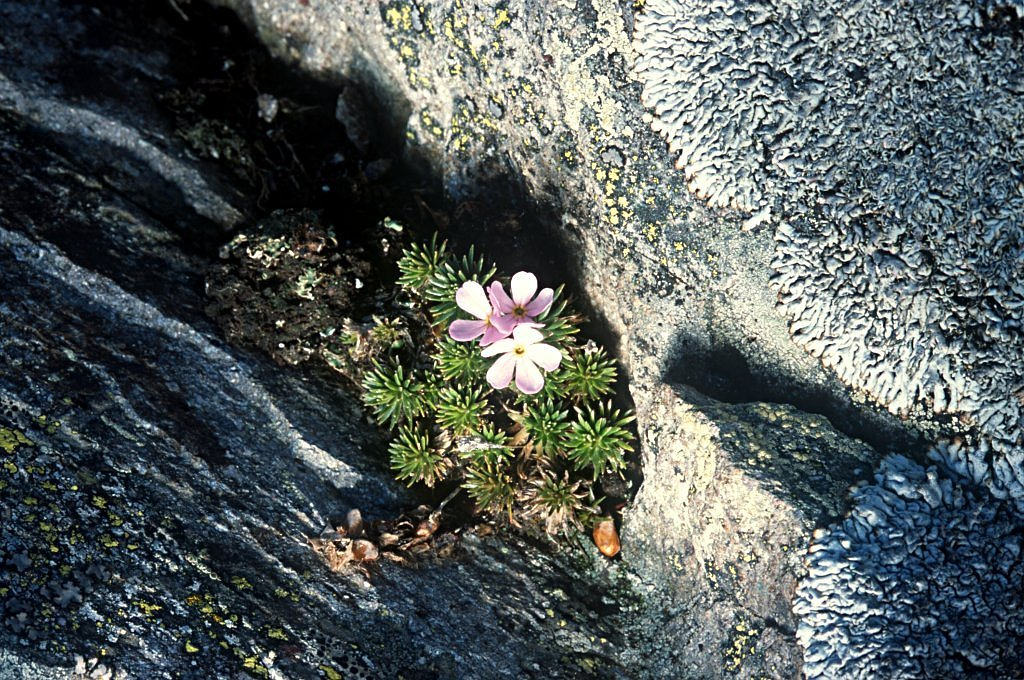
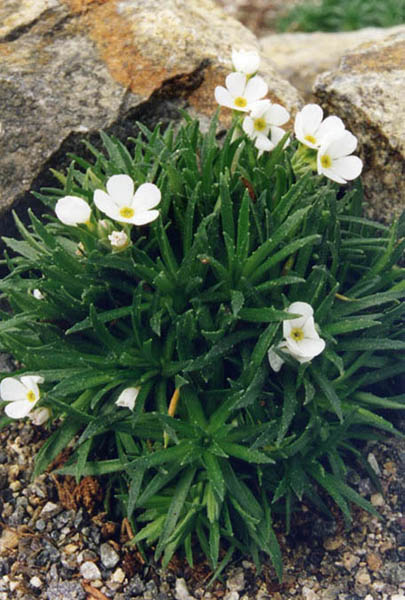
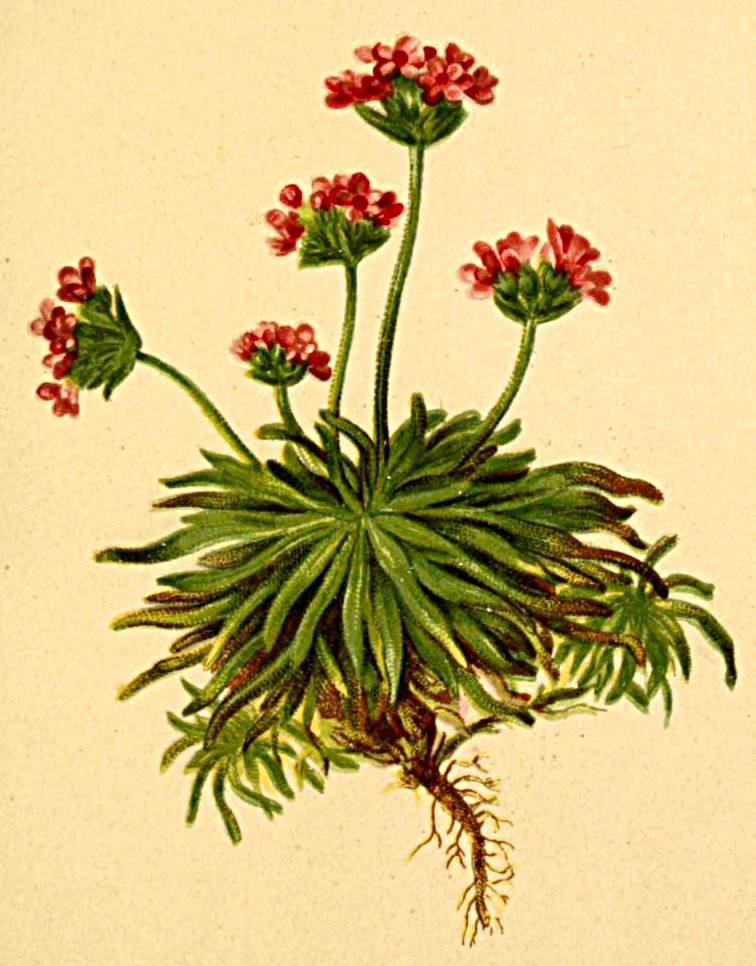